# Подгорная (Ростовско-Минское сельское поселение)
Подгорная — упразднённая деревня в Устьянском районе Архангельской области. в 2024 году включена в состав деревни Нагорская и исключена из учётных данных.

## География
Находится в южной части Архангельской области на расстоянии приблизительно 18 км на юг по прямой от административного центра района поселка Октябрьский, примыкая с запада к деревне Нагорская.

## История
В 1859 году здесь (деревня Вельского уезда Вологодской губернии) было учтено 3 двора. До 2022 года была в составе Ростовско-Минского сельского поселения до его упразднения.

## Население
| 2002 | 2010 | 2012 |
| ---- | ---- | ---- |
| 13   | ↗16  | ↘13  |

Численность населения: 19 человек (1859 год), 15 (русские 100 %) в 2002 году, 16 в 2010.